# Kim Un-Guk
Kim Un-Guk, född 28 oktober 1988 i Norra Hamgyong, är en nordkoreansk tyngdlyftare som tävlar i 62-kilosklassen. I världsmästerskapen i tyngdlyftning har han vunnit en guldmedalj år 2010 och en silvermedalj år 2011. I asiatiska mästerskapen i tyngdlyftning har han vunnit en silvermedalj år 2011. Kim Un-Guk deltog i olympiska sommarspelen 2012 i London där han vann guld i 62-kilosklassen.